# SN 2006mt
SN 2006mt – supernowa typu Ia odkryta 16 października 2006 roku w galaktyce A005931-0015. W momencie odkrycia miała maksymalną jasność 22,00m.